# Józef Ambrozi
Józef Ambrozi (ur. 10 marca 1923 w Rokicinach, zm. 13 marca 2004 w Łodzi) – polski duchowny rzymskokatolicki, kapelan Jego Świątobliwości.

## Życiorys

### Młodość
Urodził się 10 marca 1923 w rodzinie głęboko religijnej, w Rokicinach. Wychowywał się i uczęszczał do szkoły podstawowej w Tuszynie, gdzie w miejscowej parafii pełnił funkcję ministranta. Kształcenie kontynuował w Prywatnej Męskiej Szkole Aleksego Zimowskiego w Łodzi. Tam też otrzymał świadectwo maturalne w roku 1942. Od czasu skończenia szkoły do zakończenia II wojny światowej walczył jako partyzant.
Po wojnie przystąpił do Seminarium Duchownego w Łodzi. 10 czerwca 1950 złożył przyrzeczenie diakona, a święcenia kapłańskie przyjął z rąk ordynariusza diecezji łódzkiej bp Michała Klepacza rok później, 1 września 1951.

### Kapłaństwo
Od 1 września 1951 do 1 września 1952 pełnił funkcję wikariusza w parafii pw. Najświętszego Zbawiciela w Łodzi. Od 1 września 1952 do 1 września 1957 pełnił tę samą funkcję w parafii pw. Matki Bożej Zwycięskiej w Łodzi. Od 1 września 1957 do 1 września 1962 był wikariuszem w parafii pw. św. Franciszka w Łodzi, a od 1 września 1962 do 1 września 1964 w parafii pw. Matki Bożej Różańcowej w Łodzi.
5 września 1964 podjął studia na Katolickim Uniwersytecie Lubelskim, na Wydziale Teologicznym, które ukończył 17 czerwca 1967, uzyskując stopień magistra teologii fundamentalnej.
Od 1 września 1967 do 15 sierpnia 1969 pełnił funkcję wikariusza w parafii pw. św. Anny w Łodzi, a od 4 października 1969 do 1 lipca 1976 był administratorem parafii pw. Matki Bożej Szkaplerznej w Lutomiersku. 4 sierpnia 1976 został proboszczem parafii pw. św. Józefa w Łodzi-Rudzie. Przejmując parafię powiedział: „Nie przyszedłem tu rządzić, ale służyć”. 30 sierpnia 2001 przekazał parafię ks. Edwardowi Nastałkowi i przeszedł na emeryturę.
13 grudnia 1985 odznaczony został rokietą i mantoletem. 6 grudnia 1990 mianowany został kanonikiem honorowym KKŁ, a 6 stycznia 1996 kapelanem Jego Świątobliwości przez papieża Jana Pawła II.

### Śmierć i pogrzeb
Zmarł 13 marca 2004. Trzy dni później zmarłego kapłana żegnał podczas uroczystej mszy św. abp Władysław Ziółek. 16 marca o godz. 14.00 księdza prałata pożegnał bp Ireneusz Pękalski w asyście dziekana ks. prał. Jana Wiktorowskiego oraz kilkudziesięciu kapłanów. Pochowany został na cmentarzu przy parafii pw. św. Józefa w Łodzi-Rudzie, trumnę nieśli strażacy z Gadki Starej.